# Angolo di contatto
L'angolo di contatto è una grandezza termodinamica descritta dall'angolo formato dall'incontro di un'interfaccia liquido-vapore con un'interfaccia liquido-solido o, meno tipicamente, un'interfaccia liquido-liquido. Una normativa di riferimento per questo test è la UNI EN 828:2013.

## La relazione di Young

L'angolo di contatto Θ_{c} di un liquido su una superficie

L'angolo di contatto è generalmente misurato per determinare la bagnabilità di una superficie. Tale grandezza è definita per una superficie ideale, ossia liscia ed omogenea, dalla relazione di Young, qui rappresentata in figura, ove {\displaystyle \gamma _{\mathrm {SG} }} è la tensione interfacciale solido-gas, {\displaystyle \gamma _{\mathrm {SL} }} è la tensione interfacciale solido-liquido e {\displaystyle \gamma _{\mathrm {LV} }} quella liquido-vapore; nella sezione di una goccia di liquido depositata su un solido, esso è l'angolo compreso tra la direzione della tensione solido-liquido e la direzione della tensione liquido-vapore, tangente alla superficie esterna della goccia, con il vertice nel punto trifase liquido-solido-vapore.
L'angolo di contatto, con queste ipotesi, corrisponde alla grandezza termodinamica che minimizza l'energia libera superficiale del sistema ed è fisicamente descritto dalla legge di Young, che corrisponde al bilancio delle forze orizzontali agenti su una goccia di volume trascurabile deposta su una superficie ideale.
{\displaystyle 0=\gamma _{\mathrm {SG} }-\gamma _{\mathrm {SL} }-\gamma \cos \theta _{\mathrm {C} }}
Per convenzione si definiscono idrofobiche (o idrofobe) le superfici aventi un angolo di contatto con l'acqua maggiore di 90 gradi, idrofiliche (o idrofile) le superfici con angoli minori di 90 gradi.

## Angolo di contatto di equilibrio, di avanzamento e di recessione
La corretta interpretazione della misura dell'angolo di contatto su una superficie reale, è molto complessa, a causa della rugosità e della eterogeneità, che fanno decadere l'ipotesi di superficie ideale. L'angolo di contatto per cui il sistema assume il minimo assoluto di energia libera superficiale prende il nome di angolo di contatto di equilibrio. A causa delle diverse condizioni iniziali (ad esempio le modalità della deposizione della goccia) si determina l'insorgere di molti e diversi equilibri metastabili alle cui condizioni la forma della goccia può rimanere vincolata ed ai quali corrispondono valori diversi di angoli di contatto. Il valore più alto viene definito abitualmente angolo di contatto di avanzamento e quello più basso angolo di contatto di recessione. Esistono diverse modalità di misura di angoli di contatto dinamici. Le più comuni sono la bilancia di Wilhelmy e la goccia sessile.
L'angolo di avanzamento è più sensibile ai microdomini più idrofobici presenti sulla superficie eterogenea; tale angolo è riferibile alla situazione in cui il campione appeso alla bilancia di Wilhelmy entra nel liquido o nel caso della goccia sessile in cui la goccia, in contatto con il sistema, estende la sua superficie condivisa col solido. L'angolo di recessione è più sensibile ai microdomini più idrofilici, cioè alle forze che tendono a trattenerla; tale angolo è riferibile all'estrazione del campione dal liquido nel caso di misura con bilancia di Wilhelmy o al processo con cui la goccia riduce la superficie in comune col solido. L'angolo di contatto statico per le modalità di deposizione della goccia sulla superficie, tende ad assomigliare termodinamicamente a quello di avanzamento o ad essere intermedio fra l'equilibrio e l'avanzamento.
Quando il valore dell'angolo di contatto di recessione è differente dal valore dell'angolo di contatto di avanzamento si ha isteresi dell'angolo di contatto.
Tutte le superfici reali, quindi non ideali, mostrano sempre una isteresi di bagnabilità. Purtroppo in letteratura non è mai stato affrontato il problema di creare un handbook di riferimento con modalità di misura definite.